# Colwellia aquaemaris
Espèce
Colwellia aquaemaris est une espèce du genre de bactéries marines à Gram négatif Colwellia. Cette espèce de la famille des Colwelliaceae et de l'ordre des Alteromonadales fait partie du phylum des Pseudomonadota.

## Historique
L'espèce Colwellia aquaemaris a été décrite en 2014 après l'isolement de sa souche type dans un bassin d'aquaculture à recirculation d'eau de mer dans lequel se trouvaient des poissons plats Cynoglossus semilaevis à Tianjin (Chine),. En 2015, Colwellia aquaemaris a été isolée dans des échantillons de l'algue brune Acophyllum nodosum, prélevés dans l'estran de Roscoff (France).

## Taxonomie
Le nom correct complet (avec auteur) de ce taxon est Colwellia aquaemaris Liu et al. 2014.

### Étymologie
L'étymologie de l'espèce Colwellia aquaemaris est la suivante : a.quae.ma’ris L. gen. fem. n. aquae, de l'eau; L. gen. neut. n. maris, de la mer; N.L. gen. neut. n. aquaemaris, qui provient de l'eau de mer,.

### Classification Phylogénique
La taxonomie de cette espèce a été étudiée par une approche polyphasique combinant l'utilisation de comparaisons des séquences nucléotidiques de l'ARNr16S et de leur analyse phylogénique, l'analyse du contenu en acides gras cellulaires, et la caractérisation de ses activités biochimiques. L'analyse phylogénique de la séquence nucléotidique de l'ARNr 16S de la souche S1 a permis de classer cette bactérie dans le genre Colwellia tout en formant une lignée distincte dans un clade comprenant Colwellia meonggei, Colwellia aestuarii, Colwellia polaris et Colwellia chukchiensis. Placée au niveau du même nœud que Colwellia meonggei, la similarité des séquences d'ARNr 16S est de 97,7 %. Les bactéries de ce genre bactérien sont phylogénétiquement incluses dans la classe des Pseudomonadota (ex Proteobactéries).

## Description
Colwellia aquaemaris est une bactérie hétérotrophe et anaérobie facultative à Gram négatif. Cette espèce est formée des bacilles faiblement positifs pour les tests catalase et oxydase. Cette espèce dispose d'agarases, de
κ-carraghénases, de ι-carraghénases capables de dégrader des polysaccharides. Elle n'a pas démontré d'activité alginate lyase.

## Habitat
Isolée dans l'eau de mer et nécessitant du NaCl pour sa croissance, Colwellia aquaemaris est une bactérie vivant dans l'environnement marin. Colwellia aquaemaris a aussi été isolée sur des algues de l'espèce Ascophyllum nodosum.